# A Weekend in the City
A Weekend in the City é o segundo álbum de estúdio da banda britânica de rock Bloc Party

## Faixas
1. "Song for Clay (Disappear Here)" — 4:52
2. "Hunting for Witches" — 3:33
3. "Waiting for the 7:18" — 4:18
4. "The Prayer" — 3:46
5. "Uniform" — 5:35
6. "On" - 4:47
7. "Where Is Home?" — 4:56
8. "Kreuzberg" — 5:31
9. "I Still Remember" — 4:38
10. "Sunday" — 5:04
11. "SXRT" — 4:50

Extras:
Another Weekend in The City
Another Weekend In The City" é uma compilação de faixas B-Sides e edição especial lançadas ao lado do lançamento de "A Weekend". Muito mais conhecido entre os fãs. Principalmente devido ao fato de que as músicas deste álbum são consideradas por muitos, melhores que as do lançamento oficial. (A ordem da lista de reprodução foi feita por um fã)
1. "Version 2.0" - 3.21
2. "The Once and Future King" - 3:20
3. "Cain Said to Abel" - 3:24
4. Secrets - 4:05
5. Selfish Son - 4:59
6. Vision of Heaven - 3:33
7. We Were Lovers - 4:07
8. Rhododedron - 4:49
9. Atonement - 3:46
10. England - 4:14
11. Emma Kate's Accident - 5:38

All music property of Bloc Party and Vice Inc. No copyright infringement intended.

## Singles
- "The Prayer" — 29 de janeiro de 2007